# フレスポ赤穂
フレスポ赤穂 (フレスポあこう) は、兵庫県赤穂市中広にあるショッピングセンターである。

## 概要
2000年6月、東洋紡績赤穂工場跡に赤穂センターモールとして開業ののち、2009年3月には東洋紡ミラクルケア株式会社赤穂工場 (旧：東洋紡績赤穂工場) 跡地に増床し、「フレスポ赤穂」としてリニューアルした。

## 設置者
2008年6月時点。
- 東洋紡不動産 - 敷地と建屋の一部または全てを所有し賃貸している[注釈 1]。
- 大和リース

## テナント
赤穂センターモール時代は4店舗が入居していたが、フレスポ赤穂への増床リニューアルに伴い12店舗に増加した。
2012年3月時点では、以下の業態が入居している。
- 家電量販店 (エディオン赤穂店)
- 雑貨店 - 100円ショップ (ザ・ダイソーフレスポ赤穂)
- 靴店 (シュープラザ)
- 乳幼児向け用品店 (西松屋チェーンフレスポ赤穂店)
- ドラッグストア (ザグザグ赤穂中広店)
- ホームセンター (アグロガーデン新赤穂店)
- 酒類量販店 (フォーティセブンリカーズ) ※業務スーパーを併設。
- 衣料品店 (ジョイハシモト)
- 眼鏡店 (メガネストアー)
- クリーニング店 (英国屋)
- 貴金属買取店 (e-nation)
- 飲食店 (丸亀製麺・マクドナルド赤穂フレスポ店)

### 現存しないテナント
- ドラッグストア (ナカドラッグ新赤穂店)  - 2009年8月31日をもって閉店。
- カワベ赤穂店 - 2009年12月31日をもって閉店[6]。
- スーパーマーケット (フードマーケットパブリック)  - 2012年1月20日をもって閉店。